# チャイヤー郡
座標: 北緯9度23分12秒 東経99度12分0秒 / 北緯9.38667度 東経99.20000度
チャイヤー郡（チャイヤーぐん）は、タイ南部スラートターニー県にある郡（アンプー）の一つ。

## 名称
チャイヤーはサンスクリット語のジャヤ（勝利）に由来する言葉である。

## 概要

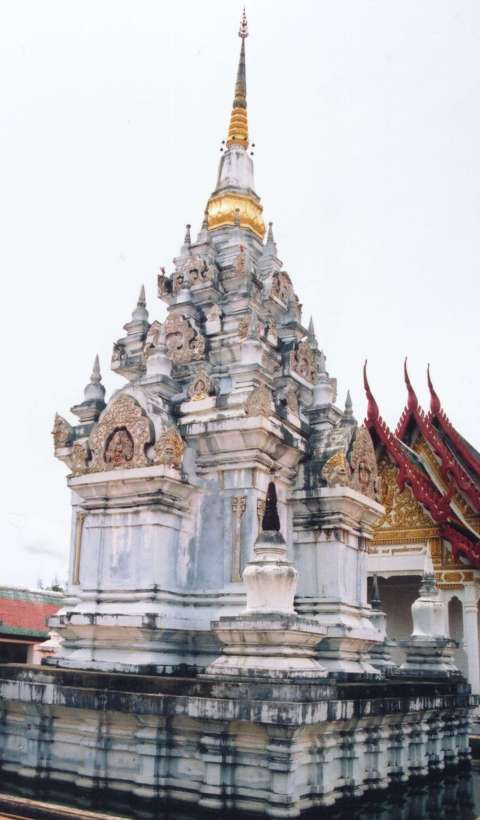
ワット・プラボーロマタート

チャイヤーはシュリーヴィジャヤ王国（5 - 13世紀）の時代から都市として繁栄していた、タイでもっとも古い町の一つであるといわれる。一部ではシュリーヴィジャヤの首都そのものではないかという意見も出ているが、これには幅広い否定の声がある。しかしながら、チャイヤーがその重要都市であったことは間違いないという点では識者の意見は一致している。ワット・プラボーロマタート（寺院）には国立博物館があり、その時代の文物が展示されている。
その後、アユタヤ王朝時代、ナコーンシータンマラート王国に帰順。ナコーンシータンマラートの十二支の都市の一つ。つまり、12の主要都市の一つとして機能した。
トンブリー王朝時代の1769年にタークシンに帰順。1785年、ラーマ1世のビルマの攻撃で町は壊滅し、現在のプムリエンに町が移動した。
1896年ラーマ5世はダムロン親王の進言を入れて、プムリエン県（チャイヤー）、カーンチャナディット県、チュムポーン県、ランスワン県、カムヌートノッパクン県（現・バーンサパーン郡）を合わせたモントン・チュムポーンが設置された。1899年、ダムロン親王は再び進言し、プムリエン県とカーンチャナディット県と融合しチャイヤー県と呼ぶことを決定した。翌年、バーンドーンと呼ばれていた場所に郡の会計所が設けられた。
ラーマ6世（ワチラーウット）の治世の1915年には、バーンドーンと呼ばれていた地域はスラートターニー県と名を改め、チャイヤー郡も昔の呼称、プムリエン郡に改められた。しかし、後にまたムアンチャイヤー郡と呼ばれることになる。その後、1938年、ムアンの称号を県庁所在地にのみつける習慣が定着し、ムアンチャイヤーからムアンが取れ、名前がチャイヤー郡となり、県庁所在地もスラートターニーに移動した。
また、チャイヤーにはプラ・プッタタート（1906-93年）と呼ばれる仏教改革を行った僧がいた。彼はチャイヤーにある寺院、ワット・モーカーパララームの僧として知られる。

## 地理
東はタイランド湾に面した地域にあり、西はプーケット山脈と呼ばれる山岳地帯である。アクセスはできないが、西部の山岳地帯はケン・クルン国立公園を有している。
交通は、国道41号線が南北に走っており、北はチュムポーン方面、南はスラートターニー方面と通じる。また、同様にタイ国鉄も南北に走っている。

## 経済
郡内の主要な産業は農業で、パラゴムノキ・パームヤシ・果物などが生産されている。また、地元の名物はカイケム・チャイヤーと呼ばれる塩卵が有名である。

## 行政区分
チャイヤー郡は9のタンボンに分かれ、その下位に54の村（ムーバーン）が存在する。また、郡内には2つのテーサバーン（自治体）が存在し、以下のようになっている。
- テーサバーンタムボン・タラートチャイヤー[2]・・・タムボン・タラートチャイヤーのほとんど及びタムボン・ラメットの一部。
- テーサバーンタムボン・プムリエン・・・タムボン・プムリエン全体。

以下は、郡内のタムボンの一覧である。
| 1. タンボン・タラートチャイヤー・・・ตำบลตลาดไชยา 2. タンボン・プムリエン・・・ตำบลพุมเรียง 3. タンボン・ラメット・・・ตำบลเลม็ด 4. タンボン・ウィエン・・・ตำบลเวียง 5. タンボン・トゥン・・・ตำบลทุ่ง 6. タンボン・パーウェー・・・ตำบลป่าเว 7. タンボン・タクロップ・・・ตำบลตะกรบ 8. タンボン・モーターイ・・・ตำบลโมถ่าย 9. タンボン・パークマーク・・・ตำบลปากหมาก | Map of Tambon |